# Strada nazionale 108
La strada nazionale 108 era una strada nazionale del Regno d'Italia, che congiungeva Palermo ad Agrigento.
Venne istituita nel 1923 con il percorso "Palermo - Corleone - Bivona - Girgenti - Innesto con la nazionale n. 103".
Nel 1928, in seguito all'istituzione dell'Azienda Autonoma Statale della Strada (AASS) e alla contemporanea ridefinizione della rete stradale nazionale, il suo tracciato costituì il tratto terminale della strada statale 121 Catanese (da Palermo a Bolognetta) e l'intera strada statale 118 Corleonese-Agrigentina (da Bolognetta ad Agrigento).